# Zulema Tomás
Elizabeth Zulema Tomás Gonzales (Lima, 4 de julio de 1962) es una médica anestesióloga cardiovascular peruana. Fue Ministra de Salud del Perú desde el 7 de enero al 15 de noviembre de 2019.

## Primeros años
Hija de un miembro de la Policía Nacional del Perú, cursó sus estudios escolares (primaria y secundaria) en el Colegio Alipio Ponce de Barrios Altos.
Es médico anestesióloga cardiovascular de profesión por la Universidad Nacional Federico Villarreal. Tiene estudios de Doctorado en Medicina y es Magíster en Administración de Salud y Gerencia Hospitalaria, en la misma universidad. Asimismo, tiene una maestría en Educación, y mención en Investigación y Docencia Superior por la Universidad Nacional Hermilio Valdizán.
Ha ejercido la docencia en la Universidad Nacional Federico Villarreal y en la Facultad de Medicina Humana de la Universidad Ricardo Palma.

## Carrera profesional

### Experiencia laboral
Fue directora general del Instituto Nacional de Salud del Niño (INSN) de Breña, de junio de 2014 a marzo de 2015. Y directora general del INSN de San Borja de abril de 2015 a enero de 2019.
En el 2017, lideró el programa regional nutricional «Como en casa», reconocido como buena práctica y nominado en la categoría Nutrición Materno-Infantil para el premio a las Buenas Prácticas en Gestión Pública.
También ha sido miembro del Cuerpo de Gerentes Públicos de la Autoridad Nacional del Servicio Civil (Servir).

### Ministra de Salud
El 7 de enero de 2019 juró como ministra de Salud durante el Gobierno de Martín Vizcarra, en reemplazo de Silvia Pessah, quien había renunciado por problemas personales.
El 23 de febrero de 2019 el Gobierno publicó el Decreto Supremo que aprueba el Reglamento de la ley que regula el uso medicinal y terapéutico del cannabis y sus derivados (N.º 30681), norma que establecía como objetivo garantizar el derecho fundamental a la salud y permitir el acceso, exclusivamente para su uso medicinal y terapéutico.
El 17 de abril de 2019, tras el autodisparo del expresidente Alan García en la sien y ser traslado al Hospital Casimiro Ulloa, un cuerpo médico liderado por Tomás intervinieron en las operaciones a García, diagnosticando un impacto de bala, entrada y salida, en la cabeza, alegando lo agravada de su situación y posteriormente dar detalles de su muerte tras sufrir un traumatismo encefalocraneano.
El 15 de junio de 2019 el Gobierno publicó la modificación del Reglamento de la Ley N° 30021 de Promoción de Alimentación Saludable para Niños y Adolescentes, norma que establecía el uso del etiquetado frontal en todos los productos procesados y ultra-procesados que son alto en azúcar, sodio, grasas saturadas y contenedores de grasas trans. Mediante Decreto Supremo N° 015-2019- SA, publicado en el diario oficial El Peruano, se dispuso poder contarse de manera obligatoria con octógonos mediante adhesivos, para así cumplir con la finalidad de que todo ciudadano se encuentre informado y decida saludablemente qué consumir. Dicha medía sería exigible desde el 17 de junio de 2020.
El 3 de septiembre de 2019 fue citada la Comisión de Salud del Congreso de la República para declarar respecto a la escasa provicción de incubadoras en el Hospital Regional de Lambayeque y el Hospital Honorio Delgado (Arequipa), según se pudo conocer 30 y 60, respectivamente, bebés prematuros fallecieron al no contar con el equipo necesario en salas de maternidad. A esto se sumaron denuncias en Huancayo, Cusco y Trujillo; en la primera ciudad, el director del Hospital Materno Infantil El Carmen de Huancayo se registraron 38 muertes, y que la Unidad de Cuidados Intensivos contaban con 6 ventiladores y solo 14 incubadoras, de las cuales funcionan la mitad; en la segunda ciudad se estimó cerca de 60 bebés fallecidos; y en la tercera, la Gerencia Regional de Salud también habló de 60 casos. En entrevista con la prensa, la ministra confirmó el deceso de 1 200 bebés a lo largo del año y su disposición en dar las explicaciones correspondientes al Congreso.
El 15 de octubre de 2019, en la Universidad Nacional Mayor de San Marcos se inauguró el Centro de Salud Mental Comunitario Universitario (CSMC) -el primero en más de 400 años de fundación de la ciudad univesitaria- teniendo el objetivo brindar servicios para el cuidado de la salud mental con beneficio a más de 50 000 estudiantes y 10 000 docentes.
El 30 de octubre de 2019, el Gobierno anunció la promulgación del Decreto de Urgencia (DU) N° 007-2019, el cual permitía a la población acceder a medicamentos genéricos, productos biológicos y dispositivos médicos seguros, de calidad y al alcance de sus bolsillos en las boticas y farmacias públicas y privadas.

#### Dimisión tras contrataciones familiares
El 15 de noviembre de 2019 renunció a su cargo tras graves denuncias de nepotismo en la contratación de su esposo dentro de la Superintendencia Nacional de los Registros Públicos (SUNARP), y posteriormente, controversias tras no haber declarado en su hoja de vida que su hermana, Edith Tomás trabajaba hacía cuatro años en Sedapal.
El 17 de noviembre de 2019 el programa periodístico Panorama reveló que Tomás había contratado mediante resolución ministerial a la madre de la pareja su hijo, Luz Parra Galván, en el cargo de jefa de docencia e investigación del hospital María Auxiliadora. Asimismo, se dio a conocer que con la llegada de Tomás al cargo, el padre de la joven, Mariano Alarcón Guevara, también trabajador del hospital María Auxiliadora, fue eximido de una pronta destitución a solo 15 días de suspensión tras haber sido denunciado en 2018, durante la gestión de Silvia Pessah, por abandonar su puesto de trabajo y realizar atenciones privadas en clínicas particulares.

### Post renuncia
El 30 de enero de 2020 fue contratada como asesora la Dirección General del Instituto Nacional del Niño. Sin embargo, el 28 de marzo Fiorella Palomino, hija de la exministra de Salud, confirmó que su madre contrajo la infección por COVID-19 durante la pandemia por
coronavirus en el Perú.